# Cassandra Austen
Cassandra Elizabeth Austen (Steventon, 9 de enero de 1773 – Portsmouth, 22 de marzo de 1845) fue una acuarelista inglesa, hermana mayor de la escritora Jane Austen.

## Infancia
Austen nació en 1773 en una rectoría de Steventon, Hampshire, era hija del reverendo George Austen (1731–1805) y su mujer Cassandra (de soltera Leigh; 1739–1827). Tuvieron ocho hijos, Cassandra y Jane fueron las dos únicas chicas que mantuvieron una relación muy estrecha durante toda su vida. Más de un centenar de cartas mantenidas entre ambas han sobrevivido, esta correspondencia servirá a los historiadores para reconstruir detalles sobre la vida de las hermanas.
Fueron educadas por la señora Cawley, hermana de su tío, en 1783. Cawley vivió inicialmente en Oxford, y más tarde en Southampton, y, cuándo una epidemia se propagó en Southampton, las hermanas Austen regresaron a Steventon. Entre 1785 y 1786 asistieron a las clases del Reading Ladies boarding school en la Abadía de Reading, Berkshire. Jane en principio se consideró demasiado joven para asistir a la escuela, pero terminó yendo junto con Cassandra. En palabras de su madre, "si la cabeza de Cassandra estaba a punto de ser cortada, Jane tendría la suya demasiado corta".

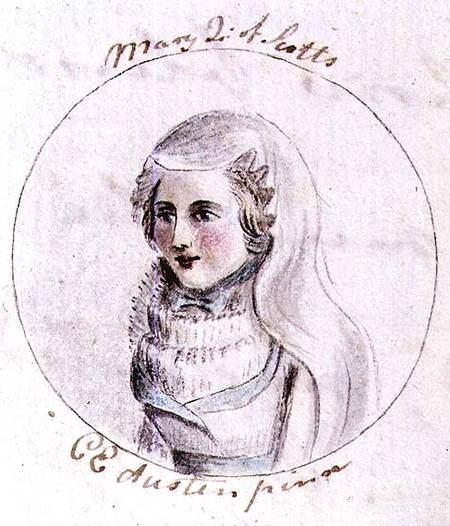
El dibujo de Cassandra Austen de María, Reina de Escocia, del manuscrito de su hermana Jane The History of England.

## Arte
Las dos chicas Austen también aprendieron en casa con tutores dibujo y piano. En 1791, Cassandra realizó una serie de ilustraciones circulares de los monarcas británicos para el manuscrito de Jane The History of England, donde se observó que los personajes se parecían más a la propia familia de los Austen que a los miembros de la realeza representados. A Cassandra Austen también se le atribuye el haber creado dos retratos de su hermana. Uno, pintado en 1804, es una vista posterior de Jane sentada al lado de un árbol. El otro, es un retrato frontal incompleto datado alrededor del año 1810, que fue descrito por un miembro de la familia como «horriblemente diferente de la verdadera apariencia de Jane Austen». Este esbozo se encuentra albergado en la Galería Nacional del Retrato, Londres.

## Vida posterior
George Austen no era rico y había complementado sus ingresos como párroco rural, mediante la toma de alumnos y la tutoría de ellos. Después de graduarse en la Universidad de Oxford, en 1794, un exalumno, Thomas Fowle, se comprometió con Cassandra Austen. El joven Fowle necesitaba dinero para casarse y se fue al Caribe en una expedición militar con su primo, el general Craven. Allí, Fowle murió de fiebre amarilla en 1797. Austen heredó 1000 £ de su prometido, lo que le proporcionó un poco de independencia financiera pero, al igual que su hermana, ella nunca se llegó a casar.
Después de la muerte de su padre en 1805, las dos hermanas junto con su madre se trasladaron a Southampton, donde vivieron con su hermano Francis Austen y su familia durante cinco años. De nuevo se trasladaron en 1809 a una casa de campo en el pueblo de Chawton, propiedad de su hermano Edward.
Jane murió en 1817 y Cassandra continuó viviendo en Chawton, al principio con su madre y una amiga de la familia, Martha Lloyd. Su madre falleció en 1827 y Martha la dejó para casarse con su hermano Frank en 1828. Cassandra vivía sola, pero continuaron visitándola amigos y parientes. En una visita que ella realizó a su hermano Frank en marzo de 1845, sufrió un derrame cerebral. Frank, quién era todavía Almirante en servicio, se estaba preparando para salir a tomar el mando y se vio obligado a abandonar a su hermana en su casa, -en Portchester, cerca de Portsmouth- al cuidado de otro hermano, Henry. Murió allí un par de días más tarde el 22 de marzo de 1845 a los 72 años de edad. Su cuerpo fue trasladado a su pueblo natal para recibir entierro en la iglesia de San Nicholás junto a su madre.